# Євнухи в Візантії
Євнухи (дав.-гр. οἱ εὐνοῦχοι) становили надзвичайно важливу і численну категорію придворних візантійського імператора. Основним призначенням євнухів було обслуговування імператора та імператриці в покоях Великого палацу; тільки їм імператор міг повністю довіряти. Завдяки безперешкодному доступу до особи імператора, євнухи, які мали власну придворну ієрархію, протягом більшої частини візантійської історії контролювали управління державою. 
Положення євнухів у візантійському суспільстві було дуже привілейованим. Хоча вони не могли займати імператорський престол і в деякому значенні були обмежені в юридичних правах, у іншому перед євнухами відкривалися великі перспективи. Незважаючи на те, що основним джерелом євнухів у Візантії були раби з сусідніх країн, були нерідкими випадки, коли в знатних родинах молодші сини піддавалися кастрації. Так, з синів імператора Романа I Лакапіна двоє були кастровані — Феофілакт, який став потім патріархом, і Василь, фактичний правитель імперії в 945-985 роках. В цілому для євнухів існувала можливість досягти висот у будь-якій професійній сфері. Починаючи з VI століття євнухи займали пости на чолі візантійської армії і флоту, хоча рідко досягали успіхів на цьому терені.
В нижчих шарах суспільства євнухи зустрічалися набагато рідше.

## Правове становище

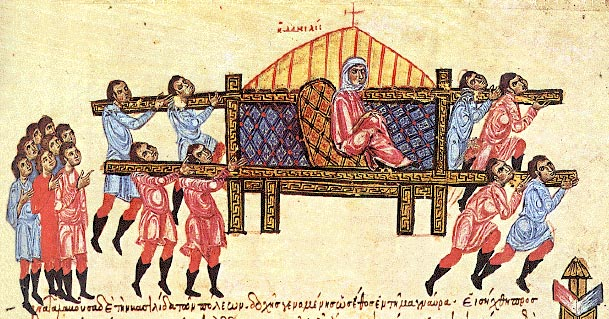
Прибуття близько 881 року в Константинополь багатої вдови Данілди з подарунками для імператора Василя I, з яких самі цінними були 100 євнухів, справило сильне враження на сучасників

Історично, з часів Римської імперії, практика перетворення на євнухів була заборонена. Перша відома заборона була видана при Доміціані (81-96) і підтверджена при Нерві (96-98). Імператор Траян (98-117) розповсюдив на лікарів які займаються цим промислом закон de sicariis et veneficiis Сулли, проте це не зменшило число євнухів. Оскільки імператори могли обмежити цю практику лише в межах імперії, євнухи могли надходити з-за кордону, що призвело до виникнення прибуткової торгівлі. Вартість євнуха молодше 10 років становила 30 солідів, 50 солідів якщо євнух був старше 10 років, і 60 — якщо він володів якимось мистецтвом. Євнухи були цінним і завжди бажаним подарунком імператору. При Констянтині Великому (306—337) старі закони проти євнухів були відновлені, проте вже тоді вони погано дотримувалися, а при його наступнику Констанції II (337—361) євнух-препозит Євсевій, перебуваючи на чолі численних юних євнухів-кубікуларіїв представляв значну силу при дворі. Вплив цього євнуха, який визнавав тільки владу імператора, був такий великий, що коли він схилився до аріанства, це вплинуло на релігійну політику всієї імперії. Євнухи, нашіптуючии «своїми вкрадливими і незалежно від віку вічно дитячими голосами» наклепи на популярного полководця Урсіцина, змушували історика Амміана Марцелліна з ностальгією згадати імператора Доміціана, який боровся з «подібними гидотами».
У V столітті імператор Лев I Макелла (457—474) заборонив на території імперії торгівлю лише євнухами-громадянами імперії, в результаті чого до Візантії хлинув потік євнухів-варварів. Імператор Юстиніан I (527—565), з причини високої смертності при проведенні відповідних операцій — з 90 прооперованих виживало в середньому троє — присвятив євнухам спеціальну новелу 142. У ній підтверджувалися колишні закони і встановлювалося, що виконавці і пособники операції каралися за законом таліона, а якщо вони, прооперовані, після цього виживали, то підлягали відправці на каторгу, а їх майно конфісковували. Якщо винуватцем операції була жінка, вона каралася конфіскацією майна і засланням. Євнухи-раби мали право на звільнення. Новела не поширюється на випадок, коли операція проводилася за медичними показаннями. Для варварських народів торгівля євнухами продовжувала залишатися вигідним заняттям, і Прокопій Кесарійський згадує про це як про важливу статтю доходу царів абасгів. Коли ж Юстиніан через свого посла, кастрованого абасга Євфрата, наказав цьому народу залишити цей промисел, ті визнали заборону відповідним приводом повстати проти імперії. Ці заходи не змогли змінити стан справ, і видана імператором Левом VI (886—912) новела 60 вимушено пом'якшувала старе законодавство, замінивши закон таліона за виконання кастрації штрафом в 10 фунтів золота і засланням на 10 років; якщо ж винний займав посаду при дворі, його звільняли. Як і Юстиніан, Лев VI не забороняв операцію за медичними показаннями, так само як і за власним бажанням для вільних громадян. Законодавство не уточнює, з якого віку оперований міг висловлювати свою згоду, і, в будь-якому випадку, його батьки могли дати свою згоду на це постфактум.

### Першоджерела
- Аммиан Марцеллин. Римская история / Пер. Ю. А. Кулаковского и А. И. Сонни под ред. Л. Ю. Лукомского. — СПб. : Алетейя, 1994. — 558 с. — (Серия «Античная библиотека». Раздел «Античная история») — 5000 прим.
- Деяния Вселенских соборов, изданные в русском переводе при Казанской духовной академии. — 3 изд. — Казань, 1910. — Т. I. — 402 с.
- Лиутпранд Кремонский. Антаподосис; Книга об Оттоне; Отчет о посольстве в Константинополь / пер. И. Дьяконов. — М. : Русская панорама, 2006. — 192 с. — 1200 прим. — ISBN 5-93165-160-8.
- Михаил Пселл. Хронография. Краткая история / Любарский Я. Н.[ru]. — Спб. : Алетейя, 2003. — 397 с. — ISBN 5-89329-594-3.
- Продолжатель Феофана. Жизнеописания византийских царей. — СПб. : Алетейя, 2009. — 400 с. — (Византийская библиотека. Источники) — ISBN 978-5-91419-146-4.
- Прокопий Кесарийский. Война с готами / Пер. С. П. Кондратьева. — М., 1950. — 514 с. — 5000 прим.
- Сократ Схоластик. Церковная история. — М. : РОССПЭН, 1996. — 368 с. — ISBN 5-86004-071-7.

### Дослідження
англійською мовою
- Garland L. Byzantine Empresses: Women and Power in Byzantium AD 527-1204. — Routledge, 1999. — 343 p. — ISBN 0-415-14688-7.
- James L. Men, Women, Eunuchs: Gender, Sex, and Power // The social history of Byzantium. — Wiley-Blackwell, 2009. — С. 31-50. — ISBN 978-1-4051-3240-4.
- Hopkins K. Conquerors and Slaves. — Cambridge University Press, 1978. — 268 p. — ISBN 0 521 219 45 0.
- Kuefler M. The manly eunuch. — Chicago : The University of Chicago Press,, 2001. — 437 p. — ISBN 0-226-45739-7.
- Moran N. Byzantine castrati // Plainsong and Medieval Music. — Cambridge University Press, 2002. — Т. 11, № 2. — С. 99–112. — DOI:10.1017/S0961137102002073.
- The Oxford Dictionary of Byzantium :  [англ.]. — N. Y. ; Oxford, 1991. — ISBN 0-19-504652-8.
- Ringrose K. The Perfect Servant: Eunuchs and the Social Construction of Gender in Byzantium. — University of Chicago Press, 2003. — 312 p. — ISBN 0-226-72015-2.
- Rowlands R. Eunuchs and Sex: Beyond Sexual Dichotomy in the Roman World. — University of Missouri, 2014. — 148 p.
- Runciman S. The Byzantine Civilization. — 1933. — 320 p.
- Taylor G. Castration : An Abbreviated History of Western Manhood. — Routledge, 2000. — 307 p. — ISBN 0-203-90455-9.
- Tougher S. F. Byzantine eunuchs: an overview, with special reference to their creation and origin // Women, Men and Eunuchs: Gender in Byzantium. — Routledge, 1997. — С. 168-184. — ISBN 0-415-14685-2.
- Tougher S. F. Holy eunuchs! Masculinity and eunuch saints in Byzantium // Holiness and Masculinity in the Middle Ages. — Cardiff, 2004. — С. 93–108. — ISBN 0–7083–1894–0.
- Tougher S. F. The Eunuch in Byzantine History and Society. — Routledge, 2008. — 256 p. — ISBN 0-415-42524-7.

німецькою мовою
- Dieter S. Lobpreis des Eunuchen. — München, 1994. — 27 p.
- Die Patriarchen der ikonoklastischen Zeit / L. Ralph-Johannes (hg). — Peter Lang, 1999. — Т. 5. — 302 p. — (Berliner Byzantinischen Studien) — ISBN 3-631-35183-6.

російською мовою
- Васильевский В. Г.  // ЖМНП. — 1872. — Т. 164. — С. 116-165, 243-332.
- Гиббон Э. Закат и падение Римской империи. — М. : Терра, 2008. — Т. II. — ISBN 798-5-275-01702-1.
- Каждан А. П.  // Античная древность и средние века. — Свердловск, 1973. — Вип. 10. — С. 184-194.
- Каждан А. П.  // Византийский временник. — М. : Наука, 1974. — Т. 36. — С. 202.
- Мохов А. С.  // Античная древность и средние века. — Свердловск, 1997. — Вип. 28. — С. 19-33.
- Мохов А. С.  // Античная древность и средние века. — Свердловск, 2000. — Вип. 31. — С. 173-197.
- Мохов А. С.  // Античная древность и средние века. — Свердловск, 2002. — Вип. 33. — С. 109-122.
- Мохов А. С.  // Античная древность и средние века. — Екатеринбург, 2011. — Вип. 40. — С. 269-287.
- Скабаланович Н. А. Византийское государство и церковь в XI веке. — Спб. : Издательство Олега Абышко, 2004. — 416 с. — ISBN 5-89740-108-6.

французькою мовою
- Guilland R. Recherches sur les institutions byzantines. — Berlin : Akademie-Verlag, 1967. — Т. I. — 607 p.
- Janin R. La géographie ecclésiastique de l'Empire Byzantin: Le siège de Constantinople et le patriarcat oecuménique. Les églises et les monastères. — Paris, 1969. — Т. III. — 605 p.